# Omiodes diemenalis
Omiodes diemenalis is een vlinder uit de familie van de grasmotten (Crambidae), uit de onderfamilie van de Spilomelinae. De wetenschappelijke naam van deze soort is voor het eerst voorgesteld als Asopia diemenalis door Achille Guenée in een publicatie uit 1854.
De spanwijdte bedraagt ongeveer 2 centimeter.

## Verspreiding
De soort komt voor in:
- het Palearctisch gebied (China, Korea, Japan[2])
- het Afrotropisch gebied (de Malediven)
- het Oriëntaals gebied (India, Sri Lanka, Bangladesh[3], China (Hong-Kong[1]), Taiwan[4], Thailand[3], Maleisië, Indonesië (Ambon, Sumatra)),
- het Australaziatisch gebied (Papoea-Nieuw-Guinea[3], Australië, Samoa en de Cookeilanden[1]).

## Waardplanten
De rups leeft op diverse soorten van de vlinderbloemenfamilie (Fabaceae) waaronder Cajanus cajan, Chamaecrista absus, Derris elliptica, Flemingia chappar, Glycine max, Phaseolus vulgaris, Stylosanthes guianensis, Vigna radiata en Vigna sinensis. Verder leeft de rups op Nicotiana tabacum (Solanaceae).